# SOUNDTRACKS
『SOUNDTRACKS』（サウンドトラックス）は、日本のバンド・Mr.Childrenの20枚目のオリジナルアルバム。2020年12月2日にトイズファクトリーより発売された。
シングルとしてリリースされた「Birthday」「君と重ねたモノローグ」「turn over?」に加え、カンテレ・フジテレビ系火9ドラマ『姉ちゃんの恋人』主題歌の「Brand new planet」、キリンビール「麒麟特製レモンサワー」CMソングである「others」、日本テレビ系列情報番組『ZIP!』テーマソング「The song of praise」といったタイアップ曲や、『第71回NHK紅白歌合戦』でも披露された「Documentary film」を含む全10曲を収録。「新しい音楽の可能性」と「刺激」を求め、グラミー賞を受賞したエンジニアであるスティーヴ・フィッツモーリスらと共に全曲海外でレコーディングされた。バンドとしては初めてレコードでもリリースされている。

## 背景
2019年に開催されたドームツアー『Mr.Children Dome Tour 2019 "Against All GRAVITY"』で、桜井和寿は次のように明かしていた。
「このツアーが終わったら、すぐロンドンにレコーディングしに行きます」
ロンドンでのレコーディングを提案したのは田原健一である。当時、田原はサム・スミスのアルバム『スリル・オブ・イット・オール』を好んで聴いており、そのアルバムが温かくてシンプルな音像であったこと、アナログ・レコーディングで制作されていたことに惹かれていたという。その話をアリーナツアー『Mr.Children Tour 2018-19 重力と呼吸』の楽屋でケン・マスイにしたところ、マスイの仲介により『スリル・オブ・イット・オール』のエンジニアを務めていたスティーヴ・フィッツモーリスを紹介される。2018年12月、偶然にもフィッツモーリスが来日していたこともあり、メンバーが直接彼のもとを訪問。そこからロンドンでのレコーディングの計画が進行していった。
当初、桜井は数曲デモテープを制作していたものの、アルバムの方向性に関しては全く考えていなかった。田原の提案に対し、桜井は「Mr.Childrenとして28年やってきて、“目指すところ”みたいなものがなかなか見付けづらくなってるし、外部の要素によってアクシデントやハプニングを常に求めているところがある」「僕としては、どう転んでも、そのアクシデントを楽しみたいという気持ちが強いので『ぜひやってみよう』と言った」と快諾。鈴木英哉も「昔から、パッて言ったことがいいほうへ転がっていくことって、うちらはあるような気がして。いい予感しかしなかった」と語るなど、メンバー全員がほとんど二つ返事で引き受けたという。最初からアルバム全曲を海外でレコーディングしようと考えていたわけではなく、まず「Documentary film」と「others」を録ってからその後について決めるつもりでいたが、「実際にやってみたら、素晴らしい音で録れて」と出来映えに感動し、全曲レコーディングするに至った。

## 制作
本作のレコーディングはロンドンのRAK StudiosとロサンゼルスのSunset Soundで行なわれた。Mr.Childrenとしての海外でのレコーディングは2000年発売の9thアルバム『Q』以来およそ20年ぶりとなる。ロンドンには2019年7月と10月および2020年3月、ロサンゼルスには2020年1月に、それぞれ約2週間滞在。3月のロンドンでのレコーディングは、新型コロナウイルス感染症 (COVID-19) 拡大によるロックダウン直前での作業完了となった。
マスタリングはニューヨークにあるスタジオ・Sterling Soundのランディ・メリルが担当している。

### プロデュース
本作には、先述のサム・スミスのほかU2やシールなどの作品を手掛け、グラミー賞受賞経験もあるスティーヴ・フィッツモーリスが共同プロデューサーおよびレコーディング・エンジニアとして参加している。鈴木英哉曰く、フィッツモーリスのエンジニアリングは「歌と演奏がちゃんと引き立つようになっていく」ものだったといい、桜井和寿は「歌を届けるという本質に対して、もの凄くストレートで効率的なものを求めてるんだと思う」「同時に、そうやって歌に対してシンプルな、もの凄く癖のないプレイをしながらも、音像自体はよりメンバーの音が聴こえてくる感覚」と語っている。また、桜井は「余韻というものを凄く大事にしてる人だなと感じた」とも語っており、田原健一は「残響の魔術師」と評している。
制作過程は、まず日本でメンバーだけでプリプロダクションを行ないアレンジを固め、現地でのレコーディングはすべてフィッツモーリスに任せていた。その際アレンジは大きく変更されていないものの、録音された音源を聴くと全く異なるサウンドに仕上がっていたという。鈴木は「今までまったく経験したことのないレコーディング」だったと回想している。
また、前作『重力と呼吸』でミュージック・ディレクターを務めたケン・マスイが、本作では共同プロデューサーとして参加。マスイについて、田原は「彼が僕らとスティーブの間を繋いでくれた。ただトランスレーションをしていたわけじゃなくて、日本でデモテープを作る段階から一緒にやってきて、色々とアイデアを出しつつ、常にスティーブたちと一緒に、中心となって話してくれた、今回のキーマンのひとり」と紹介している。
このため、本作は『重力と呼吸』のようにセルフ・プロデュースではない。田原は、今回の海外レコーディングの提案について「もしかしたらどこか違う角度で照らしてくれるんじゃないか、それによって自分達の中にまた新たな輝きを見つけることができるんじゃないか」という願望があったという。実際、現地ではMr.Childrenの音楽に対し先入観のない意見を聞くことが出来たと桜井は振り返っており、「これは良くない部分だよとか、これはやめておいたほうがいいよとか、彼らがそう思った所はちゃんと修正してくれたし、逆に僕らが気付かなかったような新しい発見とか、新しい可能性も見せてくれた」と語っている。
また、田原について桜井は「僕にとって一番怖いことは飽きられることだから。だからどういうふうに新しいことをしていくか、どういうふうに自分に刺激を与えながら周りにも刺激を与えていけるかっていうことを考えるんだけど、そうやって僕がソングライターでありながら過剰なプロデュースをしていることを、一番近くにいる人が気づいてくれて、新しい提案をしてくれたところはあると思う」と述べている。一方、鈴木はプロデュースのあり方について「自分達が新しいことをできるかどうか考えたり、やっぱり自分達発信で何かを出さないとMr.Childrenじゃない! それができないとダメだ! っていう強迫観念もあったと思う」という。しかし、本作のレコーディングを通して「自分の中だけに求めなくても、経験したものがちゃんと自分にもバンドにも身になっていて、そうやって昇華できたものをちゃんと出せてればいい」と考えるようになった、と振り返っている。

### ストリングスアレンジ
本作では、「turn over?」「The song of praise」を除くすべての楽曲にストリングスアレンジが施されている。ストリングスおよびブラスのアレンジを手掛けたのは、これまでビョークやジャミロクワイの作品を手掛けてきたサイモン・ヘイルである。ヘイルのストリングスアレンジに関して、桜井は「デモ音源の中で鳴っている弦の編成、ラインを入れていて、それをサイモンが膨らませてくれたり、曲によってはイメージを遥かに超えるニュアンス、和音の響きを加えてくれて。ショックに感じるくらいよかった」と絶賛している。また、ヘイルは歌詞の世界観を重視していたと田原は語っており、「とにかく桜井の音楽を深く深く解釈してくれて、愛してくれていた」とコメントしている。
さらに、桜井はヘイルとフィッツモーリスの2人のバランスが絶妙だったとも評価しており、「もし、今までのようなバンドの音で録ってたら、やたら弦がフィーチャーされたゴージャスな音に聞こえてしまったと思うんですよね。スティーヴが僕ら4人の音を生々しく録ってくれて、それが骨格になっているから、これだけふんだんに弦を使ってもバンド感を損なわずに済んだ」と語っている。

### アナログ・レコーディング
本作は、全曲アナログ・レコーディングによって制作されている。Mr.Childrenがアナログ・レコーディングを行なうのは1996年発売の5thアルバム『深海』以来約24年ぶりのことである。
アナログ・レコーディングは、一般的なデジタル・レコーディングとは異なりパンチイン（一部分だけ録り直して差し替えること）が難しいため、メンバーは「緊張感を持って、それこそライヴのように1曲を通して最高のプレイをするんだという覚悟を持って」レコーディングに臨んだという。事前に日本でもプリプロダクションを重ね、「新人バンドぐらいに準備してロンドンへ行ってる」と桜井は振り返っており、「僕らの音楽に対する愛情に、本当に愛情を持って応えてくれてるっていうのはひしひしと感じてた」「僕らの意気込みとか彼らとの関わり合いも含めて、マジックが起きたってことだと思う」とも語っている。

## 音楽性
桜井和寿曰く、本作は海外でのレコーディングによって「バンドの音がもの凄く存在感がある、シンプルでありながらそれぞれのプレイヤーの指先やプレイしている時の表情までもが浮かぶ音」に仕上がっている。中川敬輔は「言葉が通じない中で、この歌を届けたいって想いを純粋に音楽だけで実現させていったアルバム」と語っている。
収録曲について、「今回はバンドサウンドのことよりも、もうちょっと、ソングライティングに重きを置いて作ってたものが多いかもしれない」と桜井は語っており、田原健一の海外レコーディングの提案に関しても「歌が凄く引き立つレコーディング、エンジニア、プロデュースというものを求め、その望みをスティーブに託してくれたんじゃないかな。田原はそういう発想を持ってくれたんだと思う」と発言している。加えて、これまではバンドでアレンジした後に歌詞を付けることが多かったものの、今回は歌詞も付いている状態でデモテープを制作していたことから「“歌はじまり”というところはあったかもしれない」とも桜井は分析している。
また、桜井は「このアルバムの中の曲はスタンダードというか、奇をてらって斬新なことをやるというのはあまりなかった」「Mr.Childrenのまんまで出して、それがうまく成立したアルバム」とも述べている。一方、桜井曰く「集中力が少しずつなくなってるのかもしれない」「聴き手を飽きさせないようにしたい」「この時代に生きているリスナーとしての感覚が自然に入ってる」などの理由により、過去の作品に比べ楽曲の尺が短いものが多くなっている。
本作の出来について、桜井は「最高傑作」「これを超えるものなんかできるわけないと思う」と語っており、雑誌のインタビューでは次のようにも発言している。
| 「                                     | いつもアルバムを出す時って、特に最近は『単なる大御所のバンドでしょ?』って惰性でやってるようには絶対に思われたくないから、何か新しいトライをしようと意気込んでやってきたわけだけど、気づけば自分達が自然と『僕らはレジェンドバンドです』って胸を張って言ってるような、そういうアルバムになった気がしますね | 」 |
| —桜井和寿（『MUSICA』2021年1月号より） | |    |

### 歌詞
本作収録曲の歌詞に関して、桜井は「若さってものがなくなっていくこととかに対して、『重力と呼吸』はすごい抵抗しようって頑張ったアルバムだと思うけど（笑）、それを、もうすんなり受け入れるというか」と語っているとおり、自身が50代を迎えることを意識していたという。「誰に見せるでもなく日記みたいにして生まれた曲が結構ある」といい、そのような「自分発信」で生まれた楽曲は、「ほぼどれも彼岸性があるものだと思います」と桜井はコメントしている。一方、「Birthday」などのタイアップ曲や、「Brand new planet」など自身が歌うことを想定せず書いた楽曲については、「青春性が強く出ていると思う」と語っている。
このように「実はもの凄くジジくさいことを歌ってる」としながらも、どの世代にも受け入れられるような懐の深さを持った音楽になっているのではないか、とも桜井は発言している。その理由について、桜井は本作がアナログ・レコーディングで制作されたことを挙げており、「もし今回のアルバムを現代的なデジタル・レコーディングで、そして日本の感覚で録ってリリースしたら、おそらくは年寄りくささだけが際立つアルバムになってしまっていたんじゃないかなと思う。でもそれをアナログ・レコーディングで、あの音像も全部含めてひとつの歴史を感じさせるフィルターを通ったことによって、とても深みのあるアルバムになったところがあるんじゃないかなっていう気が凄くする」と述べている。

### 前作との関係性
桜井は、前作『重力と呼吸』を作ったからこそ本作を制作することが出来た、と語っている。『重力と呼吸』は、Mr.Childrenのメジャー・デビュー25周年を経て「当時の50を目前とした僕らの音をそのまま鳴らすというよりも、もっと今のキラキラした若い人たちと同じエネルギー持って、放つアルバム作りたい」という思いで制作された。さらに、『重力と呼吸』を引っ提げて開催されたツアー『Mr.Children Tour 2018-19 重力と呼吸』『Mr.Children Dome Tour 2019 "Against All GRAVITY"』では、「現役感を持って、できるだけフレッシュな肉体、パフォーマンス、音楽で届けたい」という思いで行なっていたという。それらをやり切ったことで「ここまで力を抜けているというか、老いることだったり、エネルギーがパンパンに張りつめてない状態を表現できてるんじゃないかなと思います」と桜井は語っている。
そのため、25周年を迎えた直後であれば、「『あ、枯れたな』とか、『落ち着いちゃったな』って思われるのが怖くてきっと作れなかった」とも発言している。ただ、デモテープ制作中はこのことについて意識はしておらず、本作の方向性とは異なる楽曲も何曲か候補として存在していたという。

### アルバムタイトル
アルバムタイトルについて、桜井は「起伏のない日々が少しでもカラフルに見えるようなサウンドトラックになればいいなと思って、このタイトルを付けました」と発言している。以前より桜井は、歌の主人公は自身ではなくリスナーであり、Mr.Childrenは世の中に訴えたいことやメッセージを吐き出すバンドではないと考えていたが、今回その気持ちがさらに強くなっていたという。田原も「僕らのモットーというか。聴いてる人に寄り添うものでありたいっていう、それを表す究極のタイトルのような気もどこかでしていて」とコメントしている。

## リリース
初回限定盤A、B、通常盤、初回生産限定アナログ盤の全4形態で発売。スリーブケース、紙ジャケット仕様となっている。初回限定盤AはCD+DVD、初回限定盤BはCD+Blu-ray、通常盤はCDのみで、初回生産限定アナログ盤は180g重量盤Vinyl1枚。DVDおよびBlu-rayには、撮り下ろし映像やレコーディング風景、メンバーへのインタビューで構成された約50分の映像『LIVE & Documentary of SOUNDTRACKS "MINE"』と、「Documentary film」のミュージック・ビデオが収録されている。また、購入先によって異なる先着特典も用意された（後述）。
前作『重力と呼吸』以来2年2か月ぶりのアルバムで、Mr.Childrenにとって令和最初のアルバムとなった。レコードでのリリースは今回が初となり、カッティングはアビー・ロード・スタジオのマイルズ・ショーウェルが手掛けている。
2021年2月14日より、本作のダウンロード・サブスクリプション配信が開始された。

### 店舗特典
| 対象店舗                                                           | 特典内容                                                    |
| ------------------------------------------------------------------ | ----------------------------------------------------------- |
| エンジンオフィシャルストア                                         | オリジナルクリアファイル（エンジンオフィシャルストア ver.） |
| TOY'S STORE                                                        | オリジナルクリアファイル (TOY'S STORE ver.)                 |
| Amazon.co.jp                                                       | オリジナルクリアファイル (Amazon.co.jp ver.)                |
| HMV / HMV&BOOKS online ※一部店舗を除く                             | オリジナルクリアファイル (HMV ver.)                         |
| セブンネットショッピング                                           | オリジナルクリアファイル（セブンネットショッピング ver.）   |
| TOWER RECORDS / TOWER RECORDS ONLINE ※一部店舗を除く               | オリジナルクリアファイル (TOWER RECORDS ver.)               |
| TSUTAYA RECORDS ※一部店舗を除く､オンラインショッピングは予約分のみ | オリジナルクリアファイル (TSUTAYA RECORDS ver.)             |
| 楽天ブックス                                                       | オリジナルクリアファイル（楽天ブックス ver.）               |
| 上記以外の店舗                                                     | SOUNDTRACKS ステッカー                                      |

## プロモーション
本作発売の発表と同時に、アルバムの公式Twitter（現：X）アカウントが開設。アルバム発売週には、アルバムジャケットに包まれたマイクロバス「SOUNDTRACKS号」が渋谷周辺を中心に走行した。
バンドとして約5年ぶりとなるテレビ出演が行なわれ（後述）、大晦日には2008年に「GIFT」を披露して以来12年ぶり2度目となる『NHK紅白歌合戦』への出場を果たした。本作からは、合わせて全6曲の楽曲が演奏された。
また、写真家の薮田修身が海外レコーディング時のメンバーを捉えた写真を用いたインスタレーション『THERE WILL BE NO MIRACLES HERE』が、2020年12月から2021年2月にかけて東京・名古屋・大阪の3都市で開催された。同名の写真集も製作され、会場で先行販売されたのち、2021年1月25日に一般発売された。2021年10月には、札幌でもインスタレーションが開催されている。

## アートワーク
本作のアートワークは常田大希 (King Gnu) が主宰するクリエイティブチーム・PERIMETRONが担当。ジャケットデザインや収録曲のミュージック・ビデオなどを手掛けている。クリエイティブ・ディレクターは佐々木集、アートディレクターはMargt（高畠新・前田勇至）が務めた。
ジャケットには、様々な時代の乗り物が木に集まる様子が描かれている。木は「文明の始まり」、または「時代を超えて生き続けるもの」を象徴しており、『SOUNDTRACKS』という木のもとに時代を超えて人々が聴きに集まってくる様子を示している。

## ライブ・パフォーマンス
2020年12月24日、セッション映像『Memories Sessions』がMr.Childrenの公式YouTubeチャンネルで公開された。この映像は1週間の期間限定公開で、本作収録曲である「Documentary film」「memories」が披露された。セッションでは小林武史（ピアノ）や四家卯大（チェロ）、沖祥子（ヴァイオリン）、下川美帆（ヴァイオリン）、菊地幹代（ヴィオラ）が演奏に参加した。なお、2022年5月11日に発売されたベスト・アルバム『Mr.Children 2011-2015』の初回生産限定盤および通常盤初回プレス分の購入者限定ウェブサイト『SPECIAL ENTRANCE 1』にて、同年5月10日から2023年5月9日までの期間限定で再び公開された。
Mr.Childrenはアルバム発売後に全国ツアーを行なうのが恒例となっており、今回も2020年末よりアリーナツアーを開催する計画はあったものの、新型コロナウイルス感染症 (COVID-19) の影響により実施されることはなかった。本ツアーではストリングスの帯同も予定していたという。
2021年9月18日 - 19日、大阪城ホールで開催されたB'z主催の対バンライブ『B'z presents UNITE #01』に出演。バンドとして約2年半ぶりのライブとなったほか、本作収録曲である「others」「DANCING SHOES」「Brand new planet」が演奏され、これがライブ初披露となった。このライブの模様は同年10月4日から10月10日までの期間限定で有料配信された。また、先述のウェブサイト『SPECIAL ENTRANCE 1』および同時発売されたベスト・アルバム『Mr.Children 2015-2021 & NOW』の初回生産限定盤および通常盤初回プレス分の購入者限定ウェブサイト『SPECIAL ENTRANCE 2』にて、本作収録曲を含むライブの模様が2022年5月10日から2023年5月9日までの期間限定で一部公開された。

## 評価

### 批評
音楽ライターの高橋智樹は、本作に関して、「Brand new planet」や「The song of praise」でのシンガロング必至のコーラスワーク、「Birthday」のダイナミックな高揚感をはじめ、前作『重力と呼吸』でのバンドサウンドの肉体性とは一線を画しているとし、「デビュー以降28年に及ぶキャリアの迫力を感じさせる」「同時に、これまでのMr.Childrenのアルバムの中で最も優しい包容力をも備えた作品」と評価した。
音楽レビューサイトMikikiの鬼頭隆生は、本作に関して「前作の生々しいバンド感を一部に残しつつ、起承転結に富んだリッチで緻密な音作りがなされている。メロディやアレンジで初期の彼らを思わせる瞬間もあるが、短編映画のような物語と情緒を綴った詞に感じるのは、齢を重ねた人たちのビターでやるせない人生のワンシーンや、そこに息づく希望だったりする」と述べている。
ライターの大石始は「多くの楽曲で流麗なストリングス・アレンジが施されているが、軸となっているのは骨太で柔軟なバンド・アンサンブル。すべての要素が有機的に結びつき、Mr.Childrenならではの広大な世界を描き出している」「Mr.Childrenが日本有数のモンスター・バンドであると同時に、世界的な視野を持つ現在進行形のロック・バンドであることを証明する作品」と評した。

### 受賞
| 年     | 音楽賞                   | 結果 |
| ------ | ------------------------ | ---- |
| 2021年 | 第13回CDショップ大賞2021 | 入賞 |

## チャート成績
初週で約27.9万枚を売り上げ、2020年12月14日付のオリコン週間アルバムチャート、およびBillboard JAPAN週間総合アルバムチャート「Billboard Japan Hot Albums」で共に初登場1位を獲得。アルバム1位獲得は5作連続、通算18作目となり、「アルバム通算1位獲得作品数」記録をサザンオールスターズ、嵐に並ぶ「男性アーティスト歴代3位タイ」とした。本作が1位を獲得した事により、1990年代、2000年代、2010年代、2020年代の4つの年代でのアルバム1位を達成した。
2020年12月度のオリコン月間アルバムチャートでも1位、2020年度のオリコン年間アルバムチャート（集計期間：2019年12月9日～2020年12月13日）では7位にランクインし、オリジナルアルバムでは10thアルバム『IT'S A WONDERFUL WORLD』から10作連続の年間アルバムチャートTOP10入りとなった。なお、2021年度のBillboard JAPAN年間総合アルバムチャート「Billboard Japan Hot Albums of the Year 2021」（集計期間：2020年11月23日～2021年11月28日）では6位となった。
サウンドスキャンジャパンが発表しているアナログ・レコードチャートでは、9,042枚を売り上げ2020年度年間1位を獲得した。
ダウンロード配信が開始した週となる2021年2月22日付のオリコン週間デジタルアルバムチャート、およびBillboard JAPAN週間ダウンロードアルバムチャート「Billboard Japan Download Albums」では1日のみの集計であったため共に初登場6位となったが、翌週3月1日付の両チャートでは共に1位を記録した。

## 収録内容

### 初回限定盤A、B、通常盤
| 全作詞・作曲: 桜井和寿、全編曲: Mr.Children, Steve Fitzmaurice, Ken Masui。 |                          |           |            |                                            |      |
| #                                                                           | タイトル                 | 作詞      | 作曲・編曲 |                                            | 時間 |
| 1.                                                                          | 「DANCING SHOES」        | 桜井和寿  | 桜井和寿   | 管・弦編曲: Simon Hale                     | 3:38 |
| 2.                                                                          | 「Brand new planet」     | 桜井和寿  | 桜井和寿   | 弦編曲: Simon Hale                         | 4:23 |
| 3.                                                                          | 「turn over?」           | 桜井和寿  | 桜井和寿   |                                            | 3:25 |
| 4.                                                                          | 「君と重ねたモノローグ」 | 桜井和寿  | 桜井和寿   | 弦編曲: Simon Hale                         | 7:32 |
| 5.                                                                          | 「losstime」             | 桜井和寿  | 桜井和寿   | 管編曲: Simon Hale                         | 2:26 |
| 6.                                                                          | 「Documentary film」     | 桜井和寿  | 桜井和寿   | 弦編曲: Simon Hale                         | 4:40 |
| 7.                                                                          | 「Birthday」             | 桜井和寿  | 桜井和寿   | 弦編曲: Simon Hale                         | 4:37 |
| 8.                                                                          | 「others」               | 桜井和寿  | 桜井和寿   | 管・弦編曲: Simon Hale                     | 5:59 |
| 9.                                                                          | 「The song of praise」   | 桜井和寿  | 桜井和寿   |                                            | 4:30 |
| 10.                                                                         | 「memories」             | 桜井和寿  | 桜井和寿   | 弦・ハープ・パーカッション編曲: Simon Hale | 4:00 |
| 合計時間:                                                                   | 合計時間:                | 合計時間: | 45:14      |                                            |      |

| #         | タイトル                           | 作詞  | 作曲・編曲 | 時間 |
| --------- | ---------------------------------- | ----- | ---------- | ---- |
| 1.        | 「OPENING」                        |       |            | 0:26 |
| 2.        | 「DANCING SHOES」                  |       |            | 3:49 |
| 3.        | 「Documentary of SOUNDTRACKS I」   |       |            | 8:20 |
| 4.        | 「Brand new planet」               |       |            | 4:32 |
| 5.        | 「Documentary of SOUNDTRACKS II」  |       |            | 8:56 |
| 6.        | 「Documentary film」               |       |            | 4:49 |
| 7.        | 「Documentary of SOUNDTRACKS III」 |       |            | 7:13 |
| 8.        | 「others」                         |       |            | 4:35 |
| 9.        | 「END ROLL」                       |       |            | 2:18 |
| Extra.    | 「Documentary film (MUSIC VIDEO)」 |       |            | 5:54 |
| 合計時間: | 合計時間:                          | 50:52 |            |      |

### 初回生産限定アナログ盤
| 全作詞・作曲: 桜井和寿、全編曲: Mr.Children, Steve Fitzmaurice, Ken Masui。 |                          |           |            |                        |      |
| #                                                                           | タイトル                 | 作詞      | 作曲・編曲 |                        | 時間 |
| 1.                                                                          | 「DANCING SHOES」        | 桜井和寿  | 桜井和寿   | 管・弦編曲: Simon Hale | 3:38 |
| 2.                                                                          | 「Brand new planet」     | 桜井和寿  | 桜井和寿   | 弦編曲: Simon Hale     | 4:23 |
| 3.                                                                          | 「turn over?」           | 桜井和寿  | 桜井和寿   |                        | 3:25 |
| 4.                                                                          | 「君と重ねたモノローグ」 | 桜井和寿  | 桜井和寿   | 弦編曲: Simon Hale     | 7:32 |
| 5.                                                                          | 「losstime」             | 桜井和寿  | 桜井和寿   | 管編曲: Simon Hale     | 2:26 |
| 合計時間:                                                                   | 合計時間:                | 合計時間: | 21:24      |                        |      |

| #         | タイトル               | 作詞      | 作曲・編曲 |                                            | 時間 |
| --------- | ---------------------- | --------- | ---------- | ------------------------------------------ | ---- |
| 1.        | 「Documentary film」   |           |            | 弦編曲: Simon Hale                         | 4:40 |
| 2.        | 「Birthday」           |           |            | 弦編曲: Simon Hale                         | 4:37 |
| 3.        | 「others」             |           |            | 管・弦編曲: Simon Hale                     | 5:59 |
| 4.        | 「The song of praise」 |           |            |                                            | 4:30 |
| 5.        | 「memories」           |           |            | 弦・ハープ・パーカッション編曲: Simon Hale | 4:00 |
| 合計時間: | 合計時間:              | 合計時間: | 23:46      |                                            |      |

## 楽曲解説
1. DANCING SHOES
  - 主にロサンゼルスでレコーディングされた[38]。
  - リスナーに「ドキドキワクワクしてもらいたい」との思いから1曲目に配置された。田原健一は「この歌詞のまま、ここから始まるなっていう曲」とコメントしている[38]。
  - 前作『重力と呼吸』のデッドストック[38]。
  - 歌詞にサルバドール・ダリが登場する。
2. Brand new planet
  - カンテレ・フジテレビ系火9ドラマ『姉ちゃんの恋人』主題歌[28]。
  - 主にロサンゼルスでレコーディングされた[38]。
  - ドラマの初回放送日である10月27日より、初回限定盤DVD/Blu-rayに収録されている映像『「Brand new planet」from "MINE"』がMr.Childrenの公式YouTubeチャンネルで公開されている[80]。この映像を撮影している時に、桜井和寿は「『この曲を自分たちのテーマソングみたいにして、ロンドンに新しい可能性を探しに行こう』と歌っていたんだ」と気付いたという[53]。
  - 当初、桜井は「こんなに青くさい楽曲を50のオジサンが歌っていいものか」と迷っていたが、メンバーには「Mr.Childrenとして全然やっていい」「やらなきゃもったいない」と返されたという。また、桜井は「あんまり自分で歌うことを想定せずに書いていたのかもしれない」「でも、だからこそ自分を投影できるという不思議なマジックが起きている曲」とも語っている[81]。
  - ベスト・アルバム『Mr.Children 2015-2021 & NOW』にも収録された。
3. turn over?
  - 8th配信限定シングル。
  - TBS系火曜ドラマ『おカネの切れ目が恋のはじまり』主題歌[82]。
4. 君と重ねたモノローグ
  - 38thシングル。
  - 東宝配給映画『映画ドラえもん のび太の新恐竜』主題歌[83]。
  - シングルに収録されているものとはミックスが異なっている[43]。
5. losstime
  - 主にロサンゼルスでレコーディングされた[38]。
  - 桜井がユウサミイを意識しスリーフィンガーで弾いている際に浮かんだ楽曲。また、口笛でメロディを作ったといい、曲中にも「因果として」口笛を入れたとのこと[84]。
  - 本楽曲の歌詞について、桜井は「最近は仏像とかお寺を見ることが好きで、毎日仏壇に手を合わせてから1日が始まるんですけど、それが自然と歌にも出てしまう」「歌のテーマが個人的過ぎる」と語っている[84][85]。
6. Documentary film
  - 本作の収録曲の中で最初に制作された。その時から桜井には「これはすごく大事な曲になる」予感があったという[86]。中川敬輔も「アルバムの核になる曲」と発言している[85]。
  - ライブ・ビデオ『Mr.Children Dome Tour 2019 Against All GRAVITY』のエンドロールでは、桜井がレコーディング中に本楽曲の一節を歌うシーンが流れる。
  - 桜井がウカスカジーの企画でワールドカップの出場選手へインタビューするためドイツに赴いた際、長時間のバス移動の合間に生まれた[85]。
  - 本楽曲の歌詞について、桜井は「ちょっと死の匂いがする感じ」「＜君が笑うと／泣きそう＞っていう、ここまで切実なことはなかなか起きないけど、ただそこまで切実に思う状況がその人の中にあること、そこまで切実に思える相手がいることを、なんでもない日常と対比させながら描きたかった」と語っている[85]。
  - 本楽曲のストリングスのレコーディングを聴いて桜井は涙を流したという[87]。
  - ミュージック・ビデオが制作されており、アルバム発売前の11月18日よりMr.Childrenの公式YouTubeチャンネルで公開されている[88]ほか、本作の初回限定盤DVD/Blu-rayに収録されている。監督はOSRIN (PERIMETRON) が務め[88]、南出凌嘉と南琴奈が出演している。
  - 2022年に開催されたドーム・スタジアムツアー『Mr.Children 30th Anniversary Tour 半世紀へのエントランス』でライブ初披露された[89]。
  - ベスト・アルバム『Mr.Children 2015-2021 & NOW』にも収録された。
7. Birthday
  - 38thシングル表題曲。
  - 『映画ドラえもん のび太の新恐竜』主題歌[83]。
8. others
  - キリンビール「麒麟特製ストロング」「麒麟特製レモンサワー」「麒麟特製辛口こだわりサワー」「麒麟特製 酎ハイボール」CMソング[90][29][91][92]。
  - 桜井がピアノに向かいながら作った楽曲[93]。
  - 訳ありな男女の恋愛を歌詞にしており、桜井は50歳の自分が歌うことから「主人公の設定として、何も問題を抱えていない2人を描くのは難しい」と語っている[86]。
  - タイトルの由来は、歌詞の中の“君”にとって“僕”が「others（他人）」であることから[94]。
  - ベスト・アルバム『Mr.Children 2015-2021 & NOW』にも収録された。
9. The song of praise
  - 日本テレビ系列情報番組『ZIP!』2代目テーマソング[30]（2020年3月30日 - 2023年3月31日）。
  - 本楽曲について、桜井は「やり場のない悲しみを、先の見えない不安を、思うように動かない現実を、誰かのせいにするのでなく 批判するのでなく 自分を、誰かを、何かを、讃えようとする歌です」「1日の始まり テレビに映し出される誰か。その姿を観た別の誰かが『あなたがそうであるなら私も』と希望や勇気で心を強くする。そんなイメージで出来上がった曲です」とコメントしている[30]。
  - 「現状の与えられた状態で、どれだけ自分を充実させられるかは受け取り方次第じゃないか」という桜井の思いが歌詞に出ているとのこと。それは自身に向けたものであり、自分の子供たちの世代に対する気持ちでもあるという[86]。鈴木英哉は「シンプルな力強さのある、凄く直進力がある曲」と発言している[93]。
  - 冒頭のエレクトリック・ギターは桜井が演奏している。本来は田原が演奏する予定だったが、歌い手が弾きながら歌うイメージがある、というフィッツモーリスの提案で変更になった[93]。
  - 2023年に開催されたホールツアー『Mr.Children tour 2023/24 miss you』でライブ初披露された[95]。
10. memories
  - 仮タイトルは「"TIC TAC"」[96][97]。
  - 本作の収録曲の中で最後にレコーディングされた[93]。
  - 収録曲の中で唯一、桜井以外のバンドメンバーが参加していない。まずピアノとボーカルだけでレコーディングし、後からストリングスなどを合わせる形で制作された[35]。
  - 桜井曰く「企画もので、名前もMr.Childrenでもないし、桜井和寿でもないし、楽曲だけ提供するみたいな気持ちで作ったもの」とのこと[57]。

## 参加ミュージシャン
- Mr.Children：Backing Vocals (#6, #9)
  - 桜井和寿：Vocals (#1 - #10), Acoustic Guitar (#1, #3, #5, #7, #9), Electric Guitar (#9)
  - 田原健一：Electric Guitars (#1 - #9)
  - 中川敬輔：Bass (#1 - #9)
  - 鈴木英哉：Drums (#1 - #9), Percussion (#4, #6, #7, #9)
- Joby Burgess：Timpani (#7), Percussion (#10)
- Darren Heelis：Additional Drum Programming (#1 - #4, #6 - #9), Percussion (#9)
- Steve Fitzmaurice：Additional Drum Programming (#7, #8)
- Will Fry：Percussion (#1 - #3), Djembe (#5)
- Marek Demi：Additional guitar (#9)
- Simon Hale：Piano (#2, #6, #9, #10), Wurlitzer (#2, #6, #9), Keys (#8)
- Henry Bowers-Broadbent：Keys (#1), Rhodes (#4), Hammond (#3 - #6, #9)
- Everton Nelson：String Leader (#1, #2, #4 - #8, #10)
- Tina Guo：Cello (#5)
- Camilla Pay：Harp (#10)
- Jon Carnac：Bass clarinet (#1, #5)
- Phil Todd：Tenor Saxophone (#8)
- Phil Cobb：Trumpet (#5)
- Tom Ress-Roberts：Trumpet (#8)
- Richard Watkins：Horn (#5)
- all staff team：Backing Vocals (#6, #9)

## テレビ出演
| 番組名                                           | 日付           | 放送局     | 演奏曲             |
| ------------------------------------------------ | -------------- | ---------- | ------------------ |
| 日テレ系音楽の祭典 ベストアーティスト2020        | 2020年11月25日 | 日本テレビ | The song of praise |
| news zero                                        | 2020年11月30日 | 日本テレビ | -                  |
| 2020 FNS歌謡祭 第1夜                             | 2020年12月2日  | フジテレビ | Brand new planet   |
| Mr.Children スペシャル                           | 2020年12月19日 | NHK総合    | Birthday           |
| Mr.Children スペシャル                           | 2020年12月19日 | NHK総合    | others             |
| Mr.Children スペシャル                           | 2020年12月19日 | NHK総合    | Brand new planet   |
| Mr.Children スペシャル                           | 2020年12月19日 | NHK総合    | Documentary film   |
| CDTVライブ! ライブ! クリスマススペシャル         | 2020年12月21日 | TBS        | turn over?         |
| CDTVライブ! ライブ! クリスマススペシャル         | 2020年12月21日 | TBS        | Documentary film   |
| ミュージックステーション ウルトラSUPER LIVE 2020 | 2020年12月25日 | テレビ朝日 | Birthday           |
| ミュージックステーション ウルトラSUPER LIVE 2020 | 2020年12月25日 | テレビ朝日 | Documentary film   |
| 第71回NHK紅白歌合戦                              | 2020年12月31日 | NHK総合    | Documentary film   |

## ライブ映像作品
| 曲名               | 作品名                                                    |
| ------------------ | --------------------------------------------------------- |
| DANCING SHOES      | Mr.Children 30th Anniversary Tour 半世紀へのエントランス  |
| Brand new planet   | Mr.Children 30th Anniversary Tour 半世紀へのエントランス  |
| Documentary film   | Mr.Children 30th Anniversary Tour 半世紀へのエントランス  |
| Birthday           | →「 Birthday/君と重ねたモノローグ#ライブ映像作品 」を参照 |
| others             | Mr.Children 30th Anniversary Tour 半世紀へのエントランス  |
| The song of praise | miss you LIVE                                             |